# 소말릴란드의 대통령
소말릴란드 공화국 대통령(소말리어: Madaxweynaha Jamhuuriyadda Somaliland, 영어: President of the Republic of Somaliland)는 소말릴란드의 국가 원수이자 정부 수반이다. 현직 대통령은 압디라흐만 모하메드 압둘라히이다.

## 역대 대통령 목록
| 대 | 사진             | 이름                         | 취임일           | 퇴임일           | 소속 정당          | 선거   | 비고 |
| -- | ---------------- | ---------------------------- | ---------------- | ---------------- | ------------------ | ------ | ---- |
| 1  |                  | 압디 라만 아흐메드 알리 투르 | 1991년 5월 28일  | 1993년 5월 16일  | 소말리아 국민 운동 | -      |      |
| 2  |                  | 무하마드 하지 이브라힘 에갈  | 1993년 5월 16일  | 2002년 5월 3일   | 무소속             | -      |      |
| 2  | 연합 인민 민주당 | 무하마드 하지 이브라힘 에갈  | 1993년 5월 16일  | 2002년 5월 3일   |                    | -      |      |
| 3  |                  | 다히르 리얄레 카힌           | 2002년 5월 3일   | 2010년 7월 27일  | 연합 인민 민주당   | 2003년 |      |
| 4  |                  | 아흐메드 모하메드 모하무드   | 2010년 7월 27일  | 2017년 12월 13일 | 평화, 단결, 발전당 | 2010년 |      |
| 5  |                  | 무세 비히 압디               | 2017년 12월 13일 | 2024년 12월 12일 | 평화, 단결, 발전당 | 2017년 |      |
| 6  |                  | 압디라흐만 모하메드 압둘라히 | 2024년 12월 12일 | 현직             | 소말릴란드 국가당  | 2024년 |      |